# スクーグスロー

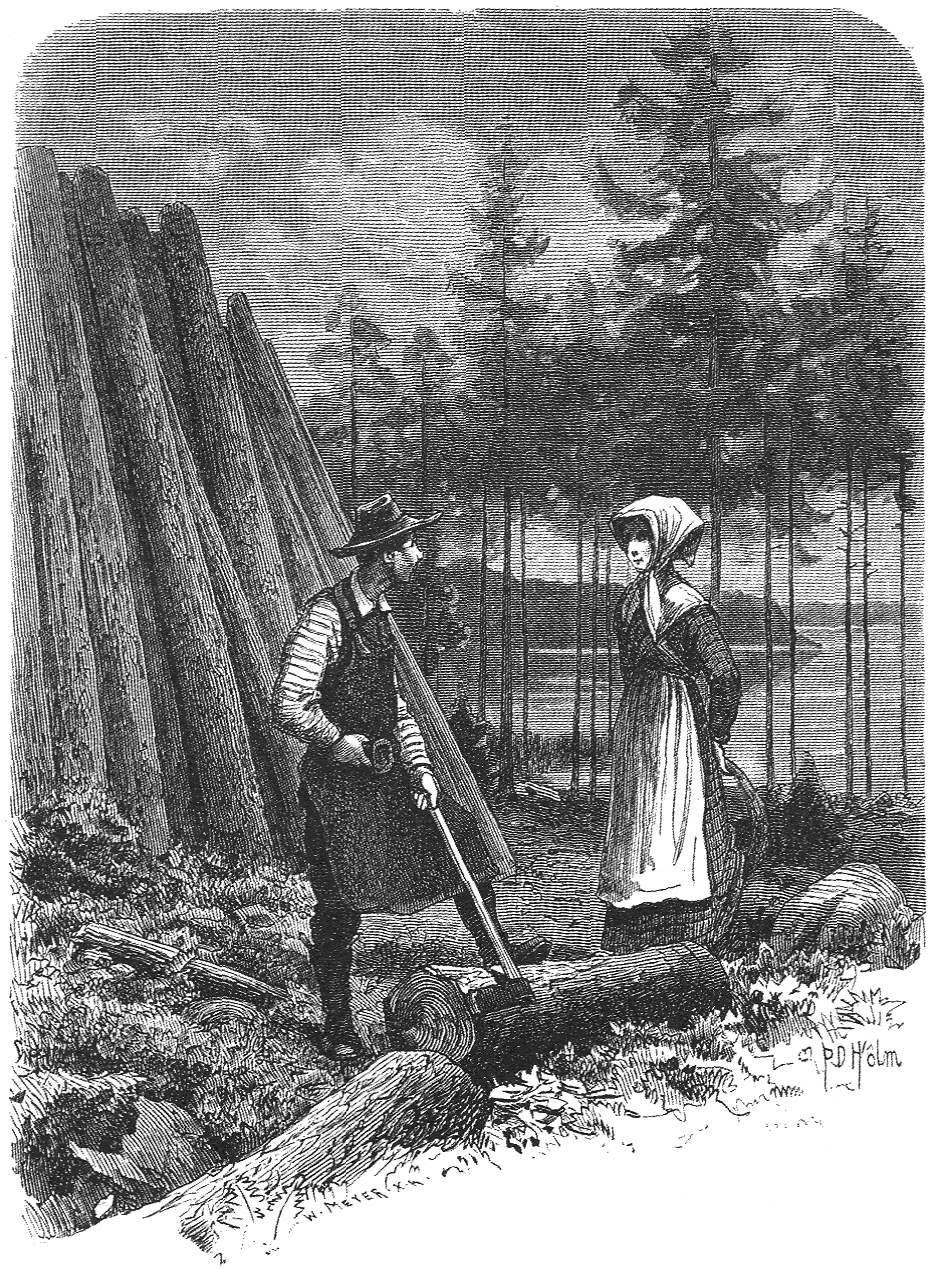
男性の前に現れたスクーグスロー。

スクーグスロー（Skogsrå、スウェーデン語: skogsrået [ˈskʊ̂ksˌroːɛt] ( 音声ファイル)）は、スウェーデンの伝承に登場する、森に棲む女性の生物。
小柄で親しみやすそうな雰囲気をした美しい女性の姿で現れる。スクーグスローは前から見ると普通の人間だが、後ろから見ると尻尾があったり、背中が窪んでいたり、樹のような肌をしていたりする。
彼女に誘われ、森へ行った者は二度と帰ることはない。スクーグスローと交わった男性は皆、魂が彼女の中に置き去りにされているため、内向的になると言われている。狩人がスクーグスローと関係を持つと、獲物に恵まれる幸運を得ることもあるが、スクーグスローを裏切った場合、様々な事故が狩人に襲い掛かる。そんな時は狩人はスクーグスローに向けて銃を撃つことによって、事故の連続を止められるかもしれない。フィンランドのウーシマー県の伝承では、銀の弾丸がスクーグスローを殺す有効な手段であると説明されている。